# Cristallino di Misurina
Cristallino di Misurina (zkráceně Monte Cristallino) je hora vysoká 2775 m n. m., nalézající se v Dolomitech v italské provincii Belluno, asi 2 km západně nad jezerem Lago di Misurina. Oblíbený panoramatický vrchol se nachází v severovýchodní části horské skupiny Cristallo a vede na něj od jezera značená horská stezka.

## Poloha a okolí
Cristallino di Misurina je severovýchodním vrcholem skupiny Cristallo. Zvedá se nad údolím Val Popena alta, které ho odděluje od vrcholu Pale di Misurina ležícího před ním, a je vidět především od jezera Dürrensee a od obce Schluderbach. Horský hřeben tvořený několika skalními věžemi pokračuje na jihozápad k vrcholům Punta Michele (2898 m) a Piz Popena. Mezi nimi leží rozsedlina Forcella Michele (2590 m), přes kterou vede dnešní normální výstup. 

## Alpinismus

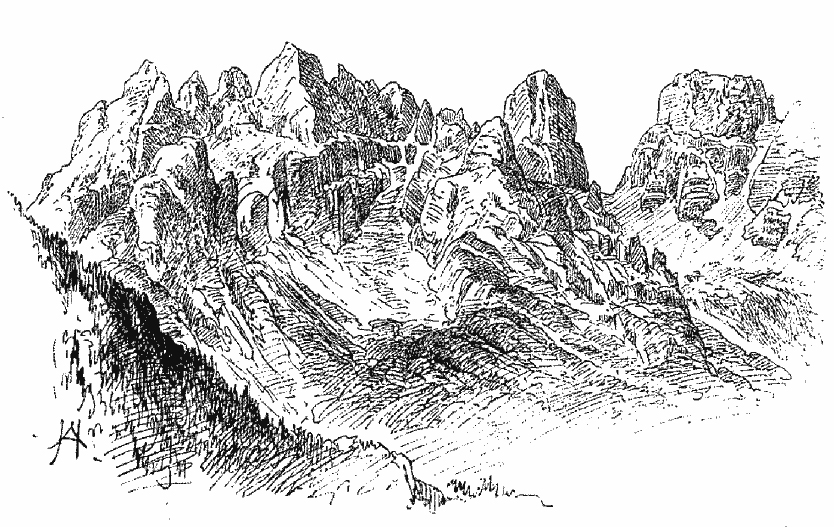
Kresba Antona P. Heilmanna: Pohled na Monte Cristallino od jezera Dürrensee (1406 m) u Höhlensteinu

Prvovýstup na Monte Cristallino uskutečnili 16. srpna 1864 Paul Grohmann a Georg Ploner, kteří zvolili výstup z úzkého vysokého údolí Val Banche. Tehdy se vrchol nazýval Cristallinspitze a jeho nadmořská výška byla udávána 2840 metrů. W. Eckerth, který na horu vystoupil v roce 1879 přes Val Banche s Michelem Innerkoflerem, ji popsal takto:
"Jeví se (Cristallinspitze, pozn. překl.) jako nejvyšší vyvýšenina mohutné skalnaté oblasti, která [sic!] svými hluboce zaříznutými náspy a štíhle se zvedajícími vrcholky působí dojmem zřícené gotické obří stavby, jejíž mohutné stěny se tyčí do závratné výšky 1400 m nad dnem údolí".
Na Punta Elfie (2739 m), Punta Clementina a Punta Mosca (všechny III) vystoupil Luigi Tarra v roce 1913. Punta Idle dobyli Sandro Del Torso a Scarpa Idle v roce 1938 jihovýchodní stěnou (V). Alpinistický vývoj vyvrcholil v roce 1968 severozápadní trhlinou na Campanile Molin (VI) od Alzira Molina a Andrey Pandolfa.
Během první světové války sloužil tento výjimečný panoramatický vrchol jako strategický pozorovací bod.

## Přístupnost
Výstup na vrchol je možný buď od Ponte Val Popena alta (1659 m), nebo od jezera Lago di Misurina. Obě cesty se setkávají v údolí Val Popena alta u řeky Rio Popena v nadmořské výšce asi 2030 m. Poté následuje poměrně strmé stoupání údolím Val delle Baracche, nejprve po sypkých sutích, nakonec po kompaktní skále. V dolní části se kříží krátký komín (I). Vlevo se nachází skalní útvar Guglie di Val Popena Alta, který je často fotografován. Celkově trvá výstup šest až sedm hodin. Na trase nejsou žádná podpůrná místa.
Z vrcholu se naskýtá vynikající panoramatický výhled na Schluderbach a Höhlenstein a "nádherný divoký" výhled na Piz Popena a Monte Cristallo, který ocenil již Paul Grohmann.